# György Garics
György Garics (ur. 8 marca 1984 w Szombathely) – austriacko-węgierski piłkarz pochodzenia chorwackiego grający na pozycji prawego obrońcy.

## Kariera klubowa
Garics urodził się w Szombathely. W wieku 6 lat podjął treningi w tamtejszym Szombathelyi Haladás. Trenował tam do 1998 roku i wtedy został członkiem szkółki piłkarskiej Rapidu Wiedeń. W 2001 roku awansował do drużyny rezerw i występował przez rok w rozgrywkach czwartej ligi. Zdobył 2 gole, a w 2002 roku został zawodnikiem pierwszej drużyny Rapidu. W austriackiej Bundeslidze zadebiutował 23 listopada w zremisowanym 0:0 wyjazdowym spotkaniu z Grazerem AK. W całym sezonie rozegrał tylko dwa spotkania, ale już w następnym był podstawowym zawodnikiem Rapidu. W sezonie 2004/2005 zdobył swojego pierwszego gola w lidze – w 96. minucie derbów z Austrią Wiedeń (1:4). Natomiast w maju świętował zdobycie tytułu mistrza Austrii. Dotarł także do finału Pucharu Austrii, jednak tym razem lepsza okazała się Austria wygrywając 3:1. Jesienią 2005 wystąpił z Rapidem w fazie grupowej Ligi Mistrzów, a w wiedeńskim klubie grał do sierpnia 2006 roku. Dla drużyny „zielono-białych” rozegrał 81 meczów i zdobył jednego gola.
Nowym klubem w karierze Garicsa zostało włoskie SSC Napoli, do którego trafił za 700 tysięcy euro. Zespół ten występował na boiskach Serie B, ale György miał problemy z przebiciem się do wyjściowej jedenastki i rozegrał tylko 11 spotkań. W 2007 Napoli awansowało do Serie A, a w ekstraklasie Włoch Austriak swój pierwszy mecz rozegrał 26 sierpnia przeciwko Cagliari Calcio (0:2). W sezonie 2007/2008 występował w pierwszym składzie klubu z Neapolu. W 2008 roku wypożyczono go na zasadzie współwłasności do Atalanty BC, a po sezonie wykupiono go z Napoli na stałe.
Po spadku Atalanty z Serie A, 9 sierpnia 2010 Garics odszedł do Bolonii.
| Sezon   | Klub            | Kraj    | Rozgrywki  | Mecze | Bramki |
| ------- | --------------- | ------- | ---------- | ----- | ------ |
| 2002/03 | Rapid Wiedeń    | Austria | Bundesliga | 2     | 0      |
| 2003/04 | Rapid Wiedeń    | Austria | Bundesliga | 27    | 0      |
| 2004/05 | Rapid Wiedeń    | Austria | Bundesliga | 18    | 1      |
| 2005/06 | Rapid Wiedeń    | Austria | Bundesliga | 28    | 0      |
| 2006/07 | Rapid Wiedeń    | Austria | Bundesliga | 6     | 0      |
| 2006/07 | SSC Napoli      | Włochy  | Serie B    | 11    | 0      |
| 2007/08 | SSC Napoli      | Włochy  | Serie A    | 26    | 1      |
| 2008/09 | Atalanta BC     | Włochy  | Serie A    | 35    | 1      |
| 2009/10 | Atalanta BC     | Włochy  | Serie A    | 30    | 0      |
| 2010/11 | Bologna FC      | Włochy  | Serie A    | 15    | 0      |
| 2011/12 | Bologna FC      | Włochy  | Serie A    | 18    | 1      |
| 2012/13 | Bologna FC      | Włochy  | Serie A    | 27    | 0      |
| 2013/14 | Bologna FC      | Włochy  | Serie A    | 34    | 1      |
| 2014/15 | Bologna FC      | Włochy  | Serie B    | 8     | 0      |
| 2015/16 | SV Darmstadt 98 | Niemcy  | Bundesliga | 21    | 0      |
| 2017/18 | Imolese Calcio  | Włochy  | Serie D    | 13    | 0      |

## Kariera reprezentacyjna
W 2006 roku Garics otrzymał austriackie obywatelstwo, a 6 października zadebiutował w reprezentacji Austrii w wygranym 2:1 meczu z Liechtensteinem. W debiucie zdobył gola. W 2008 roku został powołany przez selekcjonera Josefa Hickersbergera do kadry na Euro 2008.